# Rävekärr

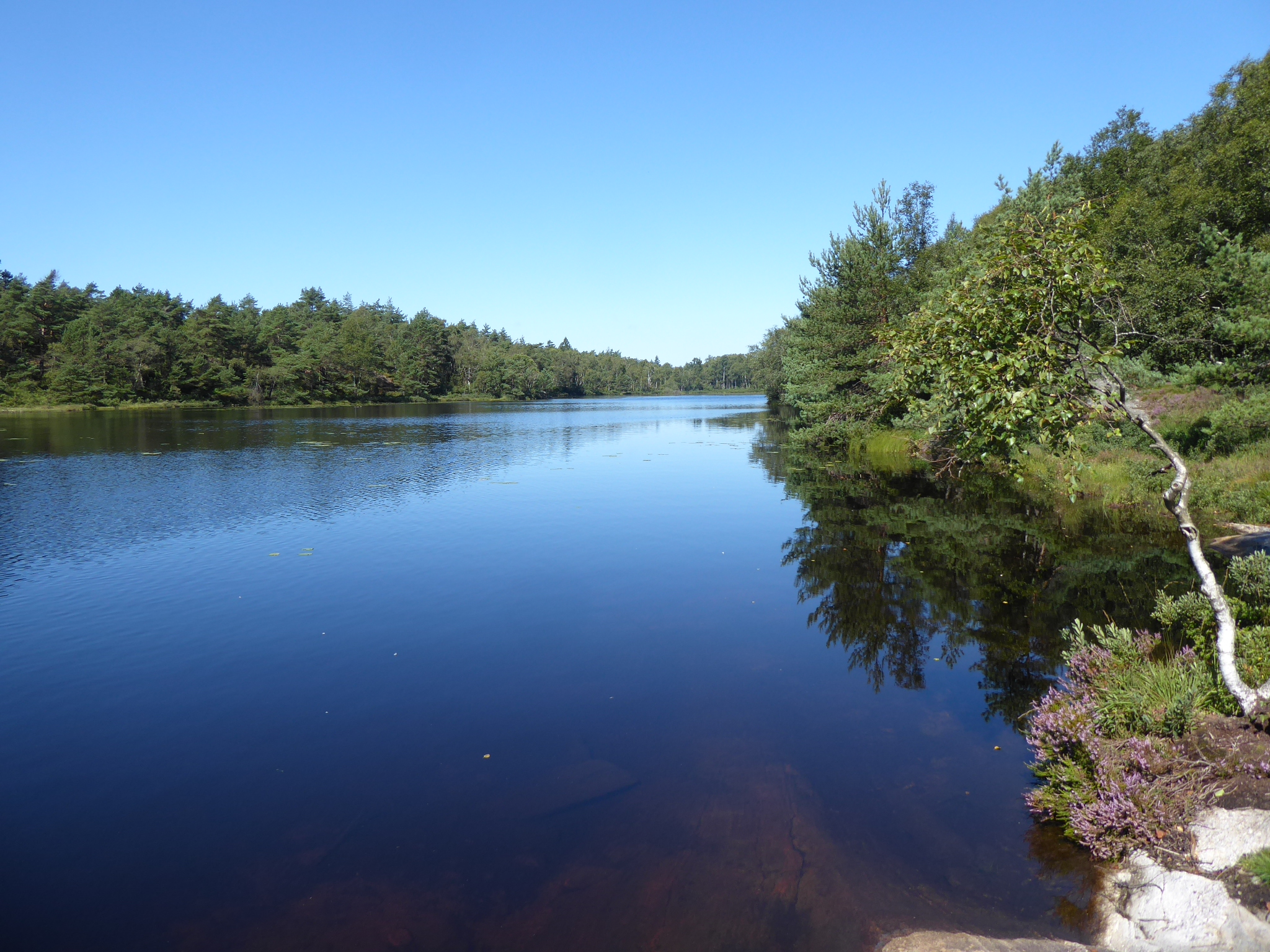
Rävekärrs Långevatten från sydöst i riktning nordväst den 11 augusti 2022.

Rävekärr är ett bostadsområde i sydvästra delen av kommundelen Östra Mölndal (motsvarande Stensjöns distrikt) i Västra Götalands län, som ligger ett par kilometer söder om Mölndals centrum. Området består till stor del av gråa, karakteristiska kvadratiska radhus, även kallade "lådhus". I anslutning till området ligger Fågelbergskyrkan. Sydöst om bostadsområdet ligger de två sjöarna Horsikan och Rävekärrs Långevatten.

## Historia
Området är uppkallat efter hemmanet Rävekärr i Fässbergs socken. En av gårdarna var Rävekärrs prästgård, som var belägen där Fågelbergskyrkan numera ligger. Den siste prästen flyttade från prästgården 1978, varefter den användes som församlingslokal fram till 1983. Prästgården revs den 19 januari 1984.
Den södra gränsen för Rävekärr gick tidigare vid Alebäcken, men när bostadsområdet uppfördes under åren 1969–1974 kom det att uppföras även söder om bäcken, det vill säga inom området Sandbäck.
Mölndalsbostäder uppförde ett antal lägenheter i området, i vilka inflyttning skedde 1973. Rävekärrsskolan och daghemmet var klara i december 1974.
Området avgränsas av Fågelbergsgatan i norr, Jons kulle i öster, Rävekärrsleden i söder och Kålleredsbäcken i väster.

## Kända personer från Rävekärr
- Björn Goop
- Tomas von Brömsen